# Anicio Auchenio Basso (prefetto 382)
Anicio Auchenio Basso (in latino Anicius Auchenius Bassus; Beneventum, ... – ...; fl. 382–384) è stato un politico romano dell'Impero.

## Biografia
Apparteneva alla nobile gens Anicia ed era figlio di Amnio Manio Cesonio Nicomaco Anicio Paolino, console nel 322 e praefectus urbi nel 334–335, nonché nipote del console del 322 Amnio Anicio Giuliano. Basso sposò Tirrenia Onorata, da cui ebbe molti figli, tra cui figlio omonimo, console nel 408, e probabilmente Tirrania Anicia Giuliana (CIL VI, 1714). Era nativo di Beneventum nonché patrono di questa città, di Fabrateria Vetus e di Napoli.
La sua carriera è registrata in un'iscrizione da Roma (CIL VI, 1679):
- vir clarissimus (quindi senatore);
- quaestori candidato uno eodemque tempore praetori tutelari;
- proconsole di Campania (tra il 379 e il 382). In tale capacità restaurò delle terme ad Anzio (CIL X, 6656);
- praefectus urbi di Roma (tra il 22 novembre 382 e il 25 agosto 383).

Nel 384 i suoi acta nella disputa tra Ciriade e Aussenzio per la costruzione di un ponte furono messi sotto indagine per possibili crimini; fu anche posto sotto indagine per un presunto debito nei confronti dell|arca vinaria.
Cristiano, mise sotto processo e assolse il vescovo luciferiano Efesio, dall'accusa di eresia.